# La Tarentule
Pour les articles homonymes, voir Tarentule (homonymie).
La Tarentule est un ballet en 2 actes et 3 tableaux de Jean Coralli, sur une musique de Casimir Gide et un livret d'Eugène Scribe, représenté pour la première fois le 24 juin 1839 à l'Opéra de Paris. Les interprètes principaux sont Fanny Elssler, Joseph Mazilier, Jean-Baptiste Barrez et Caroline Forster.
Même si la réception du ballet est positive parmi le public, beaucoup de critiques s'accordent à trouver le sujet trivial pour l'Opéra, malgré les efforts des protagonistes pour éviter que le ballet ne tourne en farce. Fanny Elssler semble sauver la mise, dans son rôle de tarentule silencieuse et énigmatique.
Ce ballet contribua grandement à rendre populaire la tarentelle, danse traditionnelle italienne.